# Hiéroglyphe égyptien D14

Valeur fractionnaire des différentes parties de l'œil oudjat servant à noter une fraction d'heqat.

Le hiéroglyphe égyptien D14 (partie extérieure de conjonctive) est classifiée dans la section D « Parties du corps humain » de la liste de Gardiner ; cet hiéroglyphe y est noté D14.

## Représentation
Il représente la partie extérieure de la conjonctive de l'œil oudjat séparée par la pupille (hiéroglyphe D12).

## Utilisation
C'est un idéogramme de la valeur {\displaystyle {\frac {1}{16}}} dans la mesure heqat (soit environ 0,3 litre de céréales).